# Katarakti na Nilu
Katarakt je prag u riječnom koritu preko kojeg voda pada u slapovima.
Poznati su katarakti na Nilu, bilo ih je šest:
- Prvi katarakt nalazi se kod Asuana (24°04′41″N 32°52′41″E / 24.078°N 32.878°E). To je ujedno jedini katarakt koji se nalazi u modernom Egiptu, ostali se danas nalaze u Sudanu.
- Drugi katarakt je bio u Nubiji, danas se nalazi u Naserovom jezeru (21°29′N 30°58′E / 21.48°N 30.97°E)
- Treći katarakt se nalazi kod mjesta Tombosa/Hanneka (19°46′N 30°22′E / 19.76°N 30.37°E)
- Četvrti katarakt je poplavljen akumulacijskim jezerom Merowe 2008. godine (18°55′N 32°22′E / 18.91°N 32.36°E)
- Peti katarakt je kod utoka rijeke Atbara u Nil (17°40′37″N 33°58′12″E / 17.677°N 33.970°E)
- Šesti katarakt je kod drevnog mjesta Meroë (16°17′17″N 32°40′16″E / 16.288°N 32.671°E)